# St. Lucia und Ottilie (Höhnstedt)

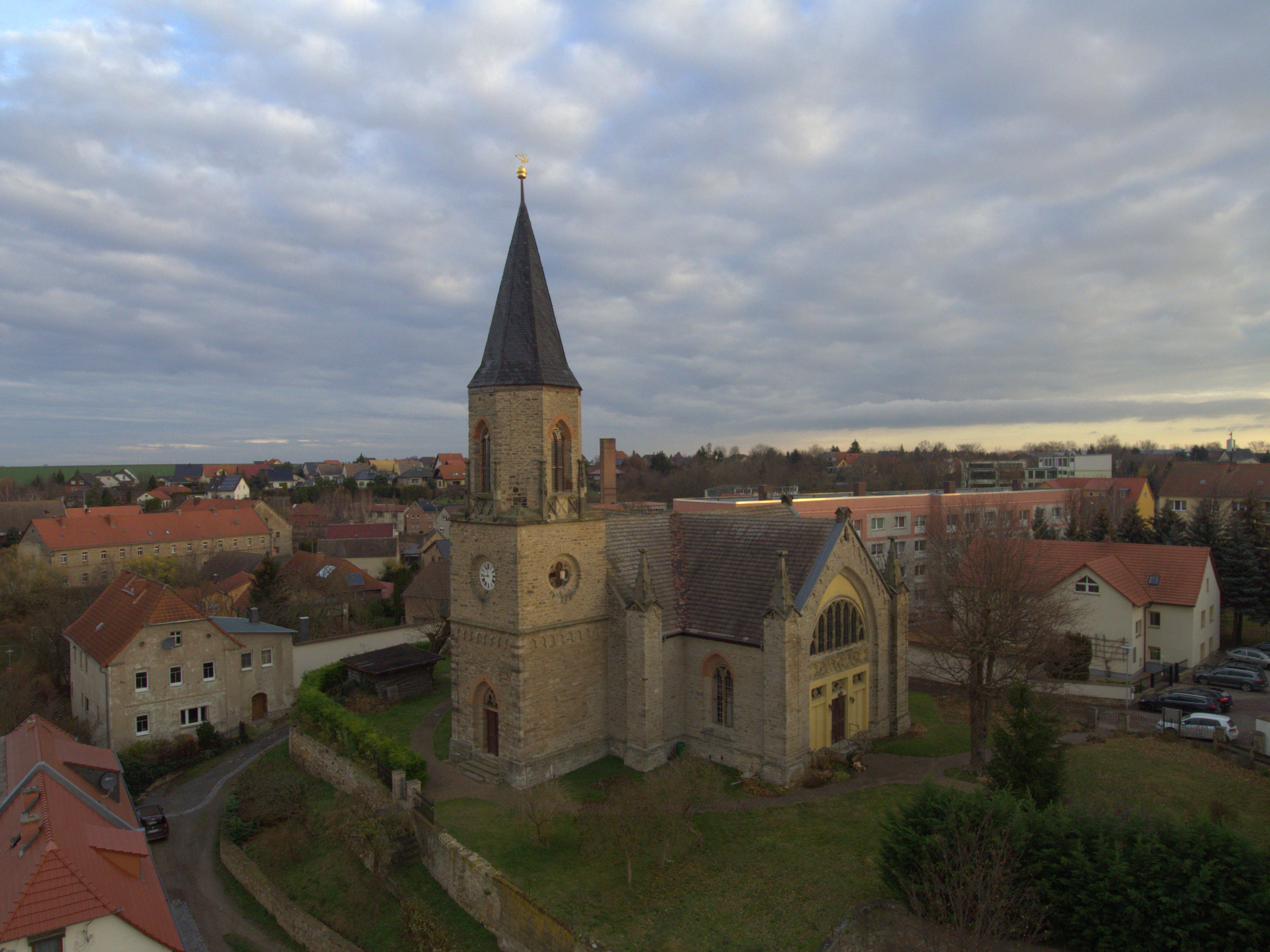
St. Lucia und Ottilie von Südwesten

Die Kirche Sankt Lucia und Ottilie ist eine evangelische Saalkirche und Kreuzkirche im Dorf Höhnstedt in der Einheitsgemeinde Salzatal. Die Kirche ist Baudenkmal.

## Bauwerk

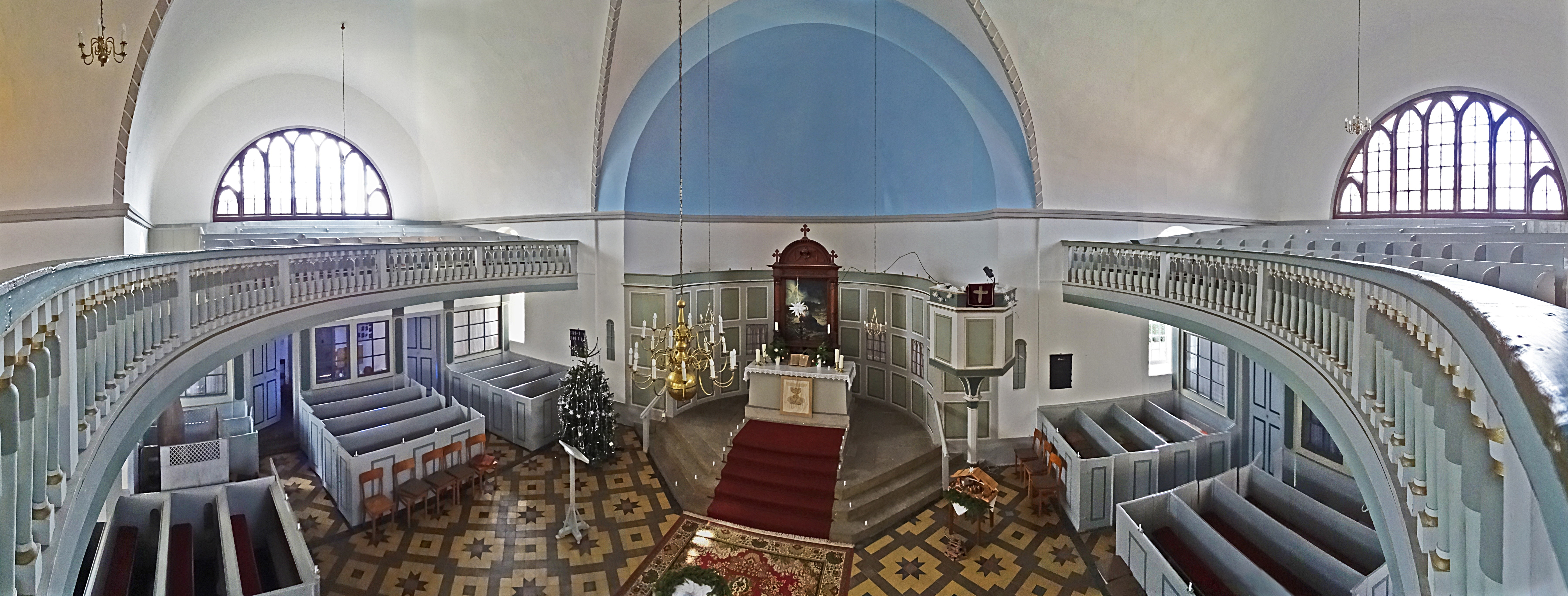
Innenraum-Panorama

### Geschichte
Im Mittelalter soll es im Weinbaudorf Höhnstedt bis zu drei Kirchen gegeben haben, die im Zuge der Reformation teilweise profaniert und auch als Stallanlagen genutzt wurden. Nur mehr eine Kirche wurde genutzt. Mit dem Anwachsen der Bevölkerung beschloss man einen Kirchenneubau an Stelle der bestehenden Dorfkirche im Ortszentrum. Beim Abriss der alten Kirche sei eine auf das Jahr 1483 datierte Kirchenglocke und ein Stein mit der eingravierten Jahreszahl 1484 gefunden worden. Der neugotische, an den Tudorstil angelehnte Neubau wurde nach unterschiedlichen Quellen 1820 begonnen und 1831 abgeschlossen beziehungsweise von 1830 bis 1832/1833 errichtet. Pläne zum Bau stammen vom königlich-preußischen Bauinspektor beziehungsweise Stadtbaumeister Johann Justus Peter Schulze.
Geweiht war bereits die Vorgängerkirche den Heiligen Lucia von Syrakus und Odilia, was als ungewöhnliche Kombination gilt. Spätestens seit 1582 ist das Patrozinium nachweisbar, um das Jahr 1400 bestand es noch nicht. Beide Heilige haben am 13. Dezember ihren Namenstag, sodass davon ausgegangen wird, dass dies das Datum der Kirchweihe oder anders bedeutsam war.

### Außengestaltung
Die Kreuzkirche ist aus grauem Bruchstein erbaut. Im Westen befindet sich ein Kirchturm, der im unteren Bereich einen quadratischen, im oberen Anteil einen achteckigen Grundriss aufweist. Ebenfalls achteckig ist der schieferbeschlagene Turmhelm. Nach Westen weist eine Turmuhr.

### Innengestaltung
Im Inneren befindet sich eine dreiviertelkreisrunde Empore, die lediglich den Bereich des halbrunden Altarraums ausspart. Das Altarbild zeigt Jesus Christus. Rechts des Altars befindet sich die Kanzel. Zentral steht ein Taufbecken. Auf der Empore im Osten befindet sich die 1832 von Orgelbauer Friedrich Wilhelm Wäldner gebaute und im Jahr 1934 von Furtwängler und Hammer überholte Orgel mit 24 Registern auf zwei Manualen und Pedal. Heute ist das Instrument in einem renovierungsbedürftigen Zustand.

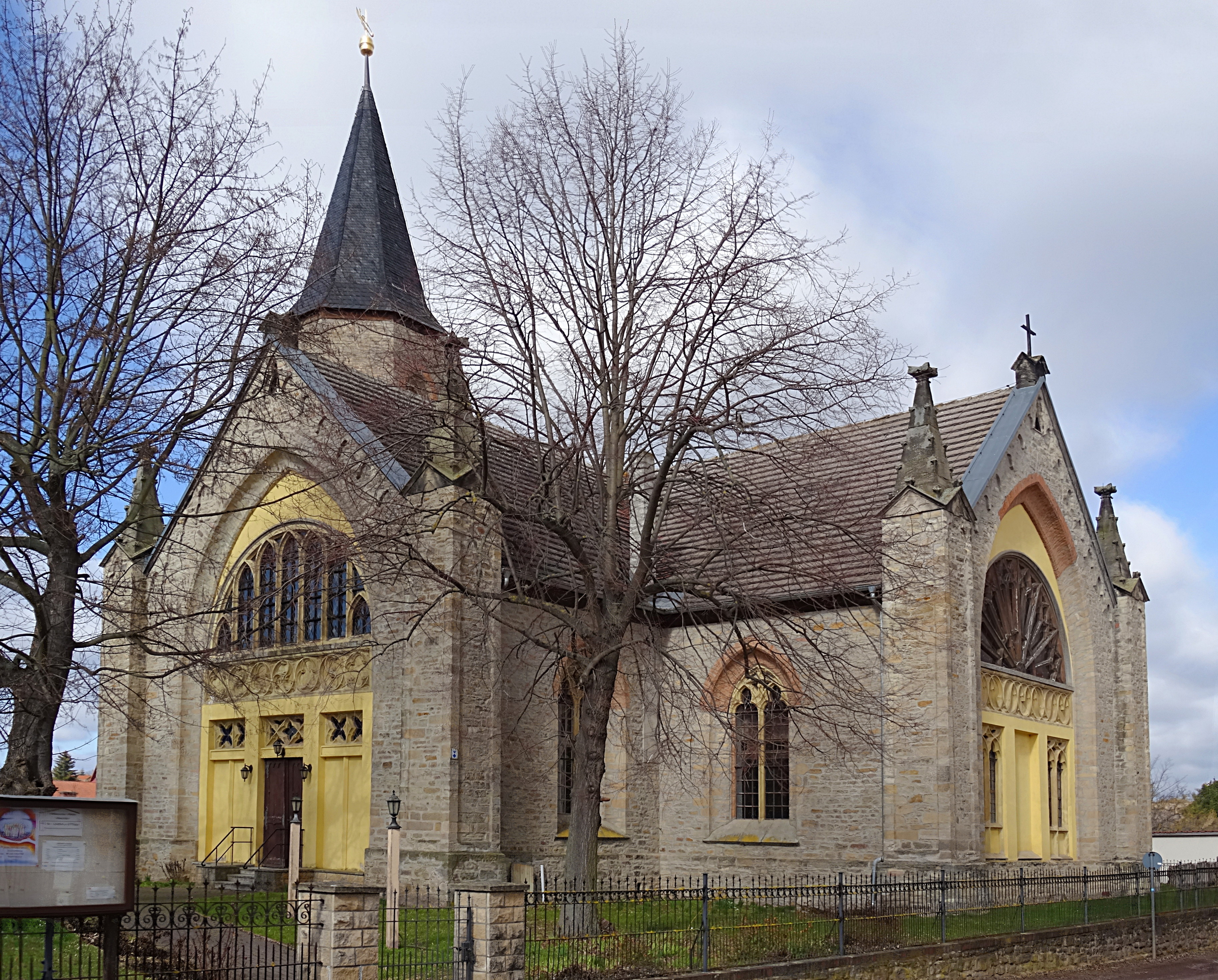
Ansicht von Südosten
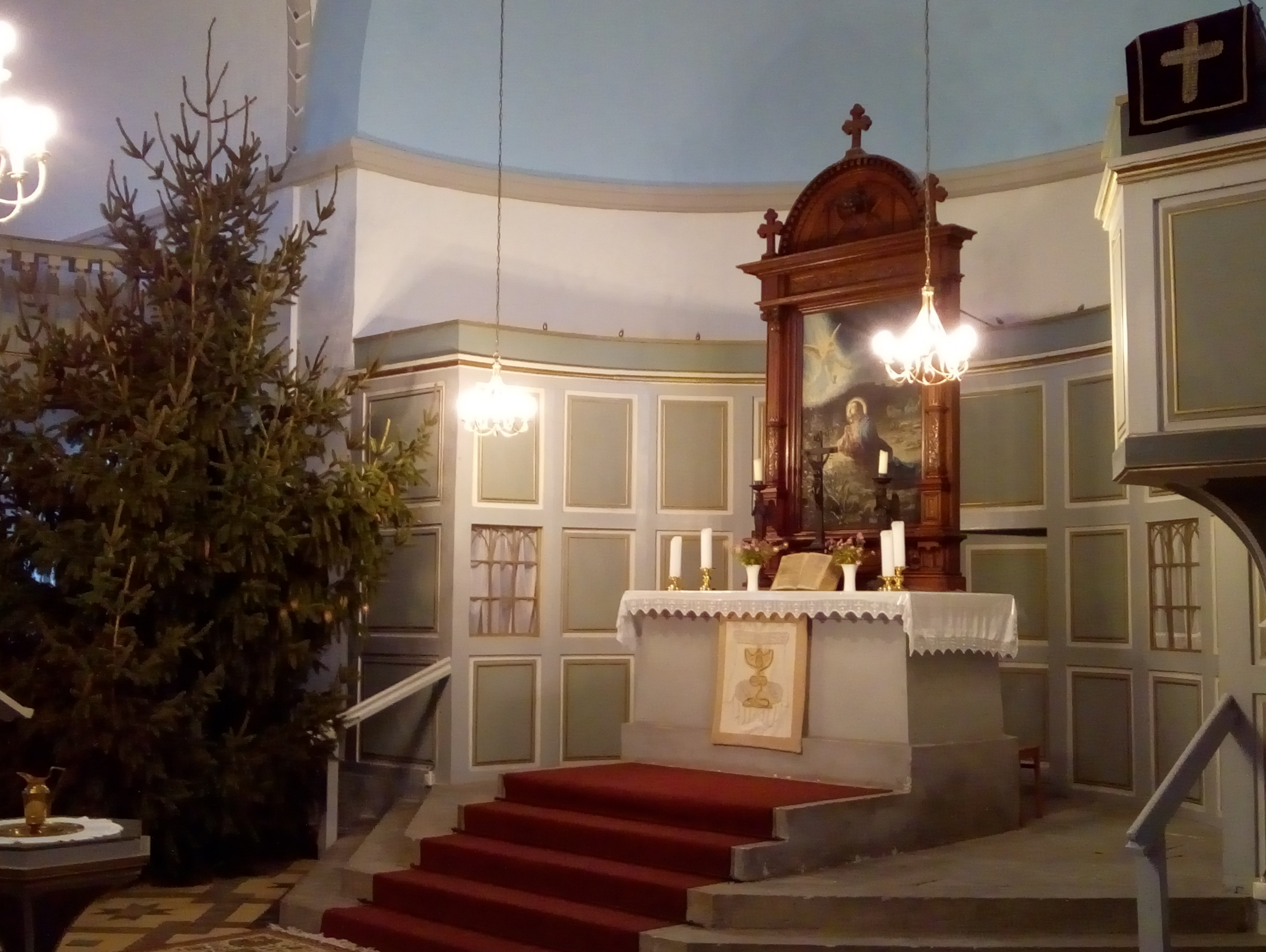
Altarbereich
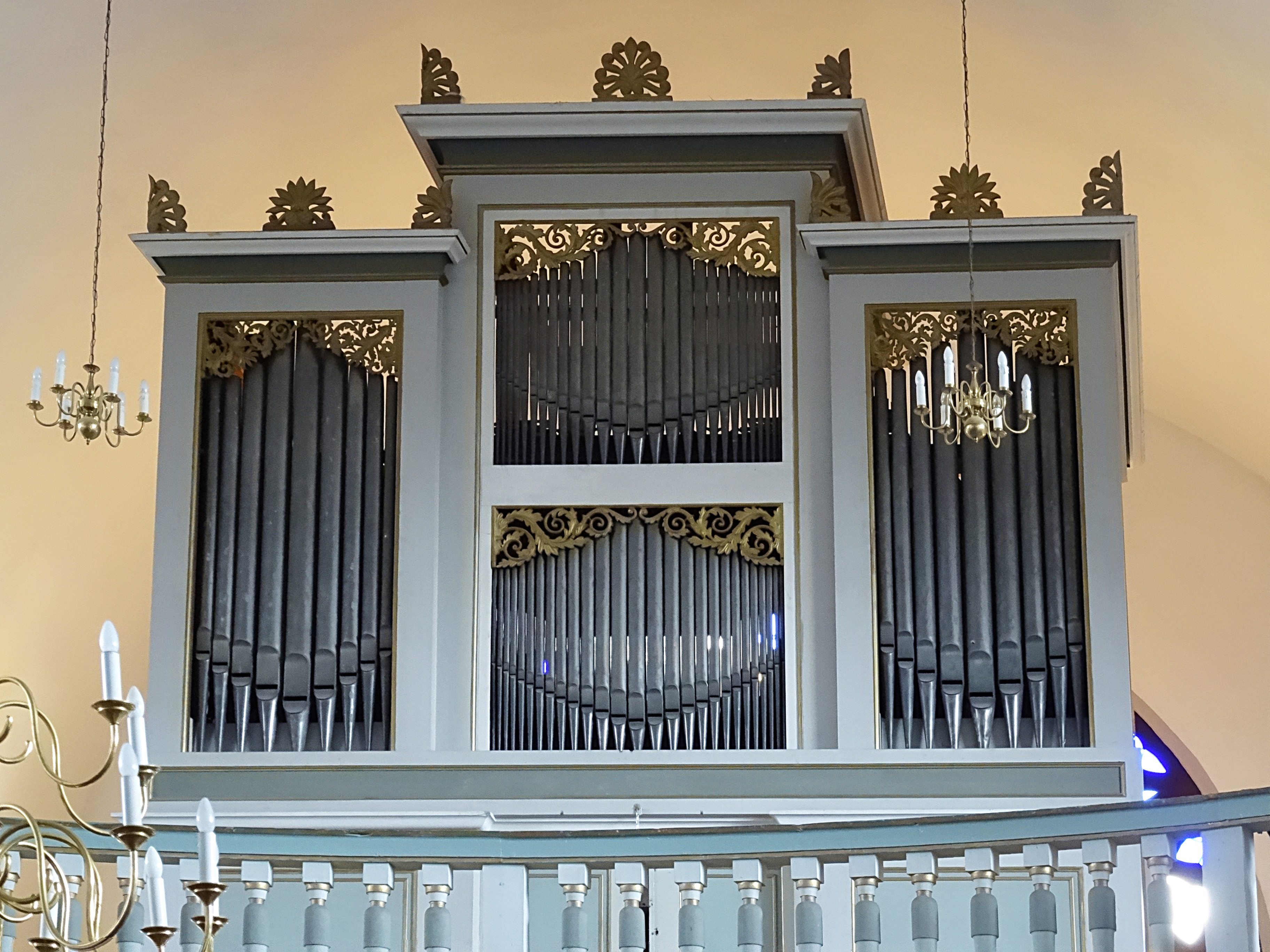
Wäldner-Orgel

## Glocken
1887 wurden drei neue Glocken bei der Gießerei Ulrich aus Laucha in Auftrag gegeben. Zwei der drei Glocken wurden 1917 für Rüstungszwecke abgegeben. 1961 wurden zwei neue Eisenhartgussglocken bei Schilling&Lattermann in Auftrag gegeben und gegossen. 2004 wurde die kleinste Eisenglocke zur Uhrschlagglocke, dafür wurde eine neue kleine Glocke bei Lauchhammer gegossen. Die Tonfolge ist heute b' - des'' - f'' . Alle Glocken werden elektrisch angetrieben.